# لوئی دودس
لوئی دودس (انگلیسی: Louis Dodds؛ زادهٔ ۸ اکتبر ۱۹۸۶) بازیکن فوتبال اهل بریتانیا است.
از باشگاه‌هایی که در آن بازی کرده‌است می‌توان به باشگاه فوتبال لینکولن سیتی، باشگاه فوتبال روچدیل، باشگاه فوتبال نورتویچ ویکتوریا، باشگاه فوتبال پورت ویل، و باشگاه فوتبال لستر سیتی اشاره کرد.